# Bavaria
Bavaria (în germană Bayern, oficial Freistaat Bayern) este landul federal care se situează în partea de sud-est a Germaniei, cu capitala la München. Populația Bavariei era de 12.538.696 de locuitori la 31 decembrie 2010.

## Generalități
Cuvântul Freistaat (republică; literal „stat liber”) din denumirea oficială a Bavariei reliefează în mod expres faptul că landul Bavaria este membru liber și egal al federației. Denumirea de Freistaat se regăsește și în denumirea oficială a Turingiei, respectiv în cea a Saxoniei. Bavaria nu are o autonomie mai mare decât celelalte landuri. Interesele Bavariei sunt reprezentate de delegații landului în Bundesrat (Consiliul Federal al Landurilor), unde sunt discutate interesele specifice ale landurilor în raport cu celelalte landuri, precum și în raport cu federația. Ca o particularitate bavareză, Uniunea Creștin Democrată (CDU) nu activează și nu depune liste de candidați în Bavaria, la fel cum Uniunea Creștin Socială (CSU) își limitează activitatea la teritoriul Bavariei. În mod tradițional CDU și CSU sunt parteneri de coaliție la nivel federal.

## Istorie
În limba germană Bayern (Bavaria) se scrie cu y începând de la 20 octombrie 1825, din timpul regelui Ludovic I al Bavariei; înainte era scris Baiern. Opțiunea regelui pentru grafia cu y a avut loc pe fondul filoelenismului generat de alegerea fiului său Otto ca rege al Greciei.
În timpul împăratului Augustus romanii au colonizat teritoriul Bavariei din sud de Dunăre, unde populația locală era celtă (îndeosebi celții vindelici). După dezmembrarea Imperiului Roman, din populația locală celto-romană și imigranții germanici veniți din nord precum și din resturile din epoca migrațiilor popoarelor provenite din estul Europei s-a format populația bavareză, vorbitoare de dialecte germanice și creștinată începând din secolul al VII-lea, în urma misionariatului unor călugări irlandezi.

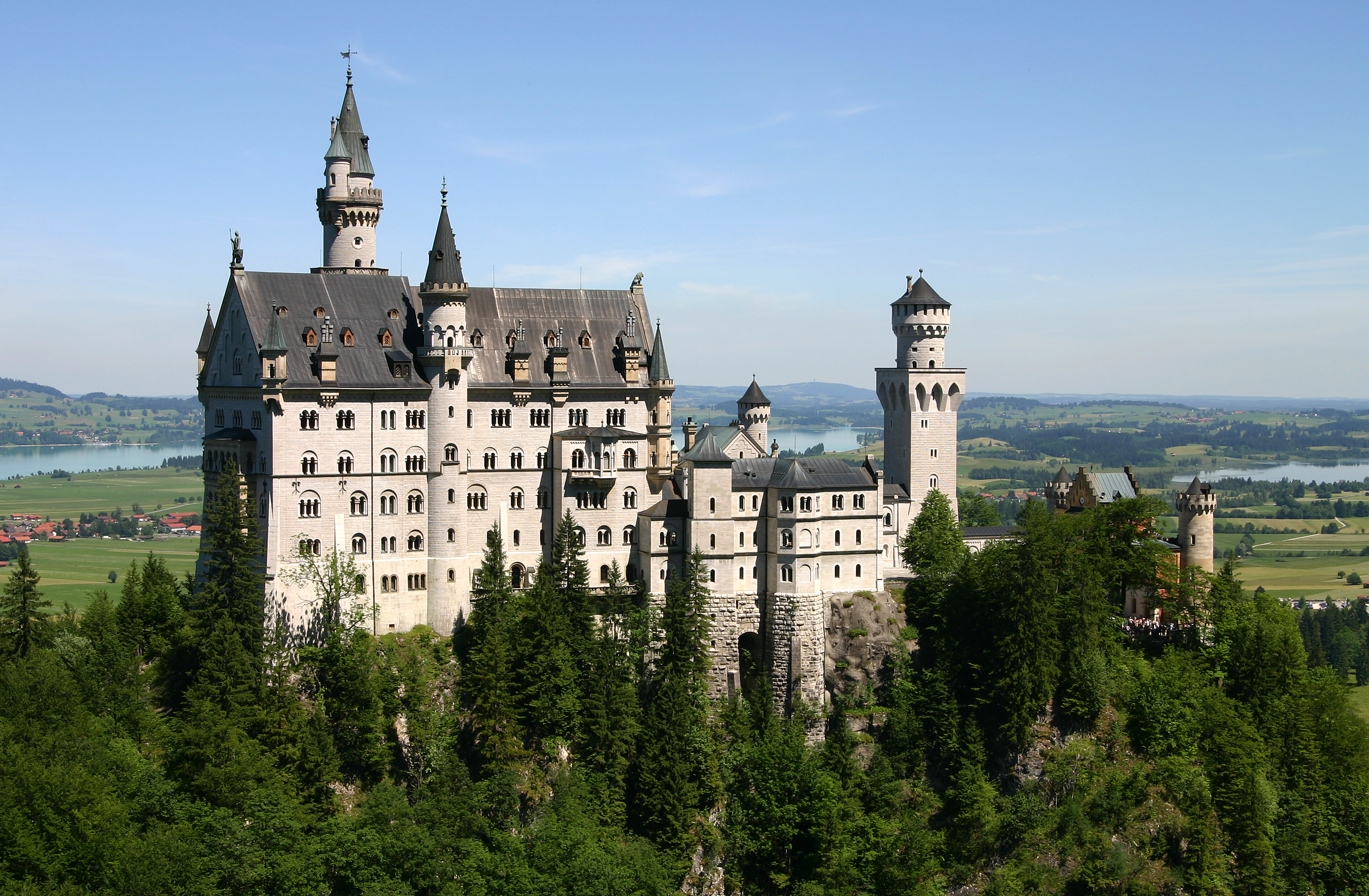
Castelul Neuschwanstein (vedere din sud)

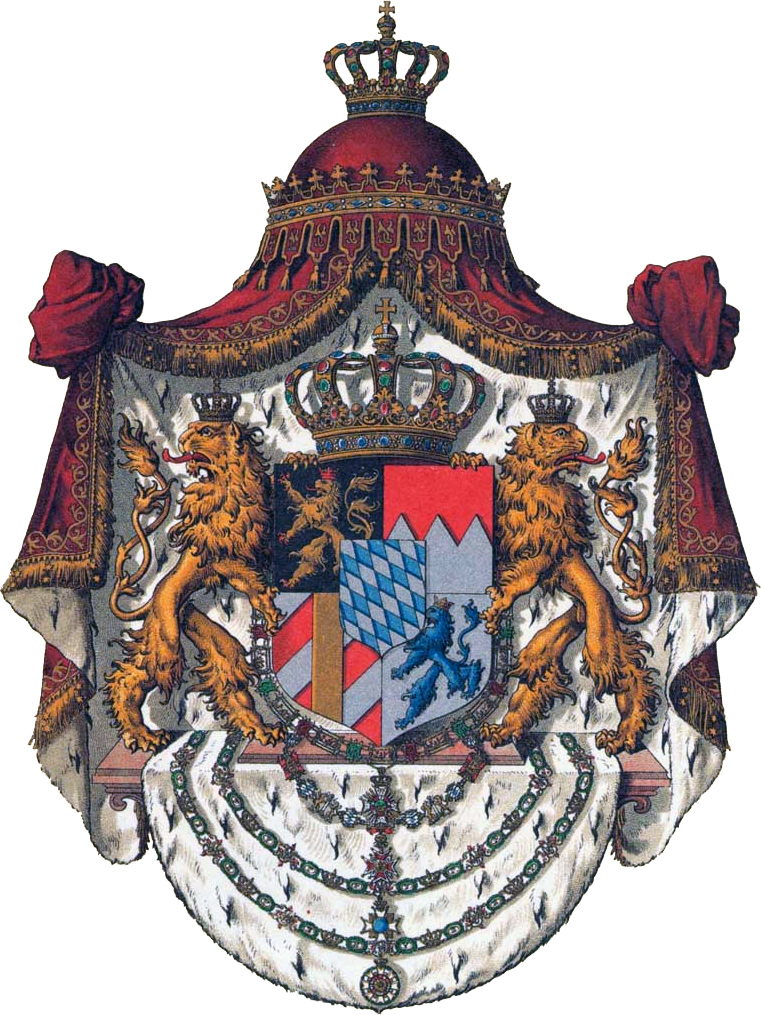
Stema fostului regat Bavaria

Din anul 555 este amintit principatul dinastiei de principi ziși Agilolfinger, peste care au venit francii în timpul dinastiei merovingiene. Monarhul merovingian cel mai de seamă, Carol cel Mare, îl înfrânge în 788 pe prințul Bavariei Tasilo III, ceea ce înseamnă sfârșitul acestui principat.
Dezmembrarea Imperiului carolingian dă din nou posibilitatea prinților bavarezi să devină independenți, procesul fiind grăbit de atacurile ungare începând cu anul 862. Principele Bavariei, markgraf-ul (margraf, marchiz) Luitpold von Bayern, cade în Bătălia de la Pressburg (907), fiind învins în lupta cu ungurii.
Urmează pe tron fiul lui, Arnulf I. După victoria decisivă în alianță cu monarhul saxon Otto I cel Mare împotriva ungurilor la Lechfeld, lângă Augsburg (fostul municipiu Augusta vindelicorum), de la 10 august 955, urmează un val de colonizare bavareză spre est cu obținerea unor teritorii ce aparțin astăzi părții vestice a Austriei, Istria și Craina. Conflictele cu împărații germani ottoni (dinastia fondată de Otto cel Mare) duce din nou la o dependență a Bavariei față de monarhia germană. În 976 Bavaria se separă de principatul Carintia (Kärnten).
"Ostarrîchi; prințul de Babenberg" caută să redobândească și reușește în parte să obțină suveranitatea Bavariei prin crearea Marcha orientalis. 
Începând din 1070, în timpul dinastiei Guelfilor (die Welfen), poziția principilor bavarezi se reîntărește. Conflictul dintre Guelfi și dinastia Stauferilor (die Staufer) se termină cu victoria celei din urmă (1180), în timpul împăratul Frederic I Barbarossa, care îl învinge pe Henric Leul (Heinrich der Löwe) (1129-1195) al Bavariei, care făcea parte din ramura saxonă a Guelfilor. Istria și Steiermark nu mai fac parte din Bavaria.
În perioada dintre anii 1180-1918 dinastia domnitoare în Bavaria a fost cea a familiei Wittelsbach. Perioada dntre 1255-1503 a fost o perioadă tulbure de fărâmițări a Bavariei în principate mai mici. Pentru o perioadă scurtă împăratul Ludovic al IV-lea de Bavaria reușește să reunească teritoriile separate, în 1328 el devenind chiar rege al Germaniei. Prin înțelegerea din Pavia (1329) Bavariei i-au fost alipite provinciile Oberpfalz (franconă), Tirol (din Austria) și Brandenburg (din jurul Berlinului), precum și ținuturi din Olanda. Ulterior (1363) Bavaria pierde Tirolul în favoarea Habsburgilor, iar Brandenburg trece în posesia principatului Luxemburg. Prin Bula de Aur (1356) principele Bavariei a pierdut demnitatea de principe elector, aceasta fiind preluată de principii din Palatinat (Pfalz).
În 1503 Albrecht al IV-lea a reușit reunificarea celor trei linii ale Casei de Wittelsbach.
Bavaria a ocupat poziția dominantă în cadrul "Ligii Catolice" din Războiul de 30 de ani. Ca urmare a victoriilor militare repurtate de generalul Tilly, principele Maximilian I a obținut în 1623 titlul de principe elector al Sfântului Imperiu Roman. În 1628 principele elector Maximilian I a ocupat Palatinatul drept reparație de război.
În timpul lui Napoleon Bonaparte Bavaria a fost de partea Franței, primind Tirolul și Salzburgul, prin schimbarea la timp a frontului. După înfrângerea lui Napoleon reușește să mențină unele din teritoriile dobândite (1814).
Regele Ludovic I dispune înființarea la München a unei "Universități pentru artă". Din cauza unei afaceri amoroase cu dansatoarea Lola Montez este silit să abdice. L-a urmat pe tron Ludovic al II-lea al Bavariei, care a avut inițiativa construirii unora dintre cele mai frumoase castele din Germania, așa cum este castelul Neuschwanstein. Acest monarh, care avea o afecțiune psihică, a murit (1866) înecat în condiții neelucidate deplin în Lacul Starnberg de lângă München.
În 1866 Bavaria suferă o înfrângere militară, de partea Austriei, în războiul dintre Prusia și Austria.
Bavaria a fost din nou recunoscută în 1871, în cadrul noului stat german, Imperiul German (Deutsches Kaiserreich), rezultat din unificarea multor state germane dar fără Austria. 
După detronarea familiei Wittelsbach, în 1918, este proclamată republica Bavaria (Freistaat Bayern). În primăvara lui 1919 Bavaria, mai precis capitala München, a fost pentru puține zile „republică sovietică”. Încercarea forțelor comuniste a fost zădărnicită de guvernarea centrală (federală) social-democrată cu ajutorul unor trupe paramilitare formate din foști combatanți pe front și în mare măsură de orientare ultraconservatoare sau naționalistă.
Patru ani mai târziu, în 1923, în capitala Bavariei a avut loc o nouă tentativă de puci, așa-zisul puci al berii, prin care forțe naționaliste, între care naziștii lui Hitler, au încercat să acapareze puterea în Bavaria și chiar în toată Germania.
În 1933 naziștii au ajuns la putere în Germania, iar Bavaria a devenit și a rămas provincie a celui de-al treilea Reich până la sfârșitul celui de-al doilea război mondial (1945). Bavaria a devenit apoi zonă de ocupație a armatei americane. În 1949 Bavaria a pierdut regiuni în favoarea landului Renania-Palatinat (Rheinland-Pfalz). S-a integrat în noul stat german, Republica Federală Germania, menținându-și altminteri teritoriile pe care le avea în posesie încă din timpul lui Napoleon. În anii 1945-1946 și ulterior, o parte mare dintre germanii din teritoriile estice pierdute (îndeosebi germanii din silezieni și sudeți) s-au refugiat în Bavaria, unde și-au găsit domiciliu definitiv. Bavaria se consideră un fel de „sponsor” al germanilor izgoniți din fosta Cehoslovacie, despre care se spune că sunt „al patrulea trib”, pe lângă populațiile autohtone din Bavaria: bavarezii, franconii (francii) și șvabii.
După greutățile financiare de după război Bavaria a devenit dintr-o regiune preponderent agricolă o regiune industrializată, cu nivel economic ridicat. Progresul s-a datorat în măsură considerabilă programului național al RFG de realocare a fondurilor federale în beneficiul preponderent al zonelor defavorizate și în curs de dezvoltare - program care a stat drept model și politicii desfășurate de Uniunea Europeană față de țările cooptate recent. O mare parte a marilor fonduri de dezvoltare au fost furnizate de-a lungul câtorva decenii de principala regiune industrializată a RFG, landul Renania de Nord - Westfalia (Nordrhein-Westfalen), unde se află concentrate industria extracției de cărbune și industriile metalurgică, siderurgică, chimică și energetică.

## Justiție
De importanță legislativă și administrativă este constituția bavareză, la respectarea căreia veghează Curtea Constituțională a Bavariei (Bayerischer Verfassungsgerichtshof), cu sediul în München.

## Geografie

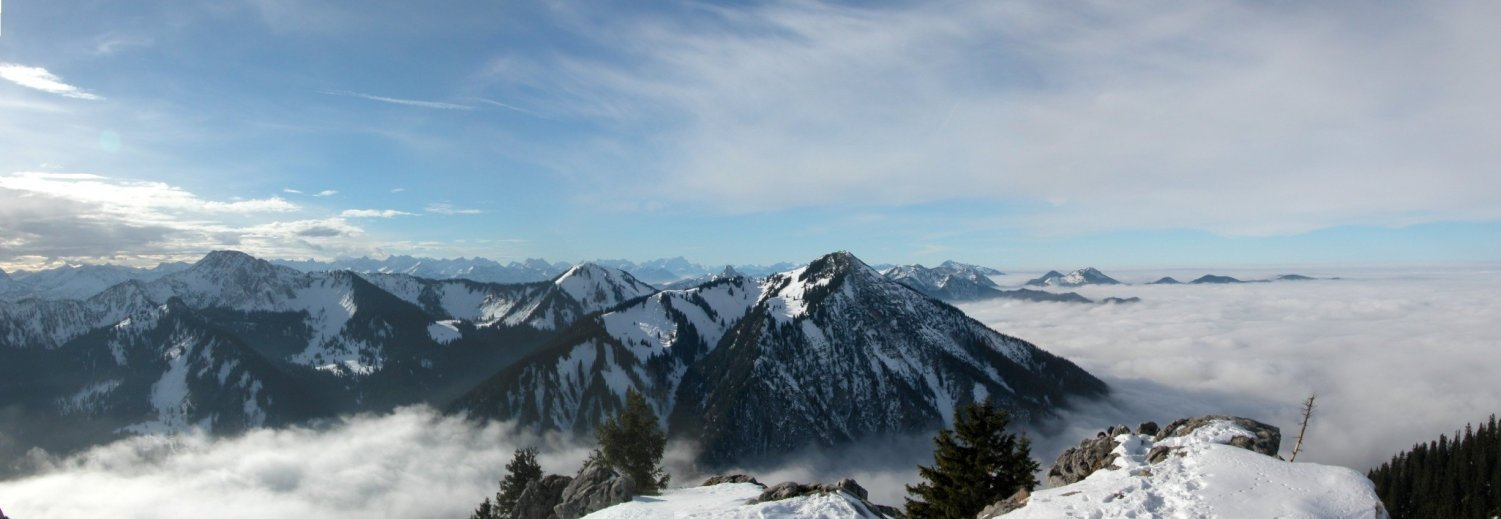
Alpii bavarezi

Relieful Bavariei este variat, având zone muntoase în est (muntele Arber) și îndeosebi în sud (versanții nordici ai lanțurilor de munți Alpi) - cel mai înalt pisc al Germaniei Zugspitze, la 2.962 m, aflându-se în sudul Bavariei, pe granița cu Austria -, zone deluroase și de șes, străbătute de râuri numeroase, dintre care cele mai importante sunt fluviile Dunărea (cursul: vest-est) și Main (est-vest), acesta din urmă străbătând provincia nordică a Bavariei, Franconia. În sudul Bavariei se află numeroase lacuri (între care Chiemsee și Lacul Constanța (germană Bodensee)), resturi ale erei glaciare.

### Regiuni
Bavaria este situată în partea sud-estică a Germaniei cuprinzând următoarele regiuni (zone) geografice:
- Munții Alpii bavarezi în sud
- Regiunea deluroasă subalpină până la Dunăre cu cele trei lacuri majore din Oberbayern (Bavaria superioară)
- Zona bavareză estică a munților Mittelgebirge (cu muntele Arber) și
- Regiunea în trepte a ținuturilor deluroase Schwäbische Alb și Fränkische Alb
- Zona cea mai joasă din Bavaria, la 107 m, în orașul Kahl pe Main (Franconia inferioară),
- Zona cea mai înaltă: masivul Zugspitze (2.962 m deasupra nivelului mării), cel mai înalt munte din Germania (în districtul Garmisch-Partenkirchen).

- Regiuni istorice

| - Allgäu - Altmühltal - Alpenvorland - Bayerische Alpen - Bayerischer Wald - Chiemgau - Chiemgauer Alpen - Donaumoos | - Donauried - Donauries - Fichtelgebirge - Franken - Frankenhöhe - Frankenwald - Fränkische Alb - Fränkische Schweiz | - Gäuboden - Haßberge - Holledau - Inn-Salzach - Lechfeld - Oberbayern - Oberland - Oberpfälzer Wald | - Rhön - Rupertiwinkel - Nördlinger Ries - Salzburger Kalkalpen - Spessart - Steigerwald |  |

### Ape
1. Ape curgătoare:
- Cursul principal de apă este Dunărea, care izvorăște în Schwarzwald (Munții Pădurea Neagră) și traversează granița cu Austria la Passau. Afluenții principali ai Dunării sunt:
  - pe malul drept: Iller, Lech, Isar și Inn (care are un debit mai mare ca Dunărea la confluența lor)
  - pe malul stâng: Wörnitz, Altmühl, Naab și Regen

- Alte râuri importante (clasificate după debit) sunt: Salzach, Main, Vils, Alz, Regnitz, Amper, Saalach, Loisach, Tiroler Achen și Wertach.

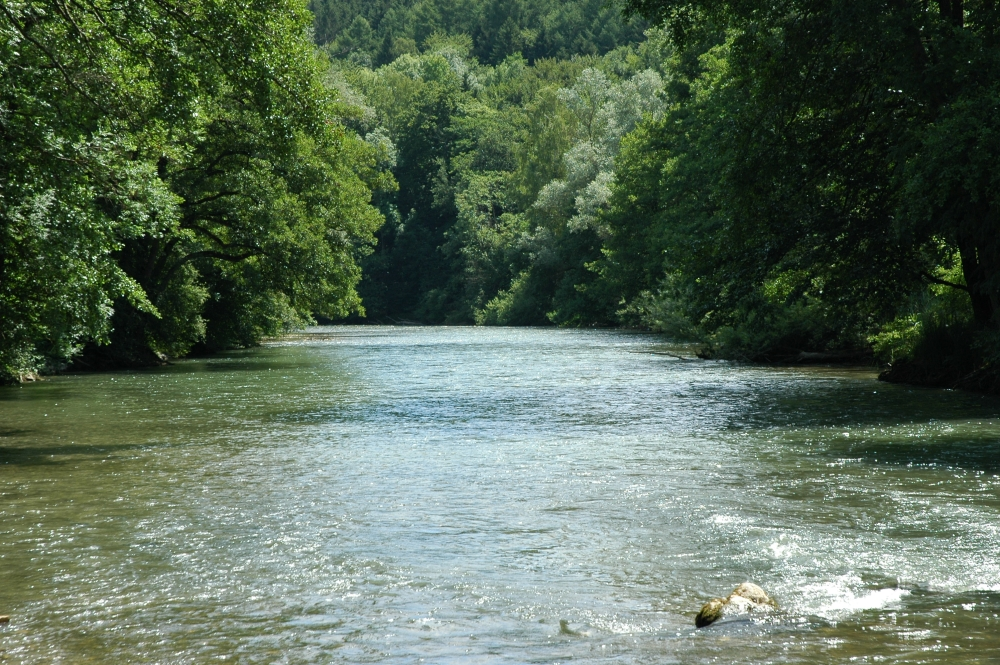
Amper la Fürstenfeldbruck
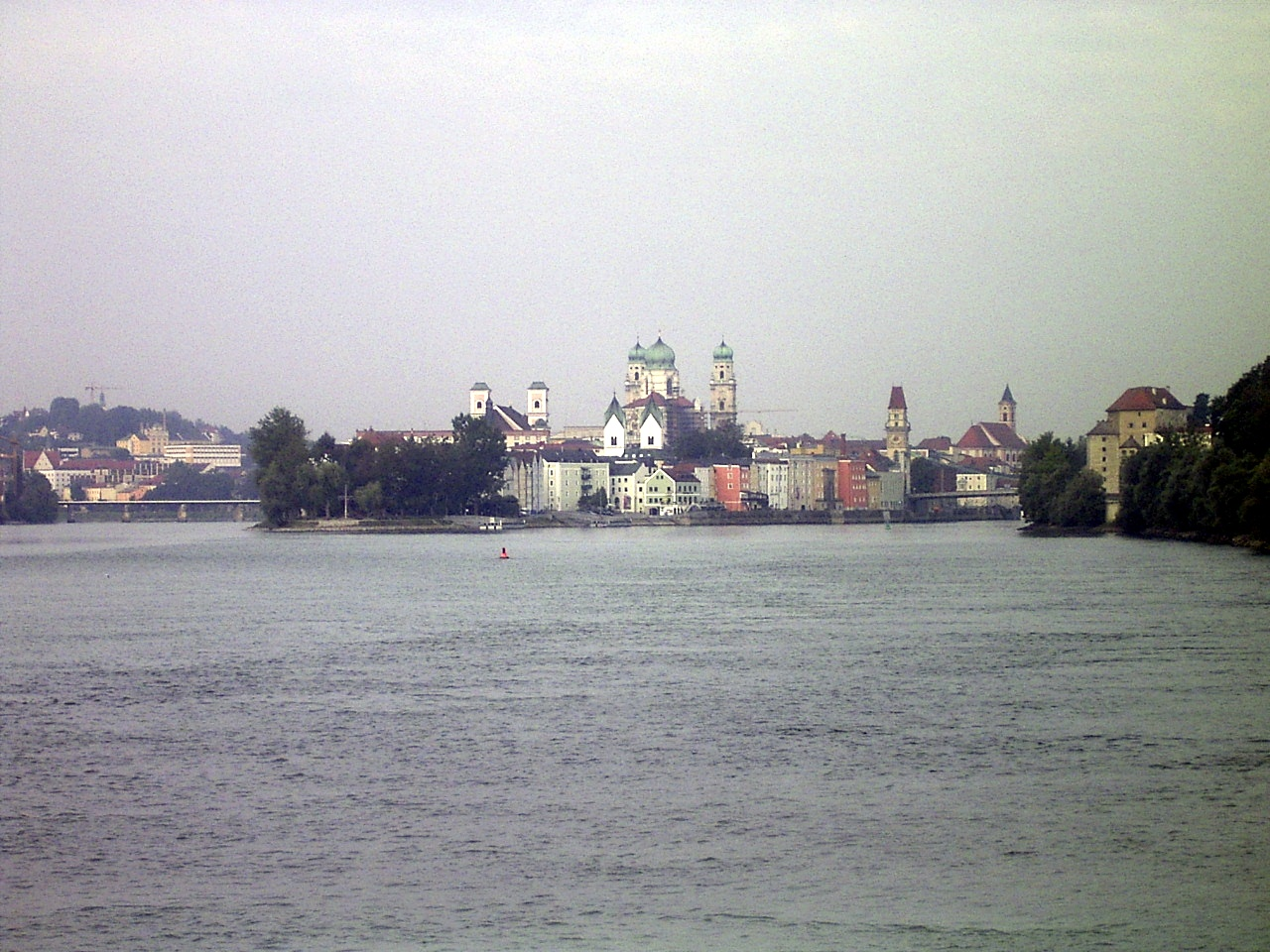
Dunărea după Passau
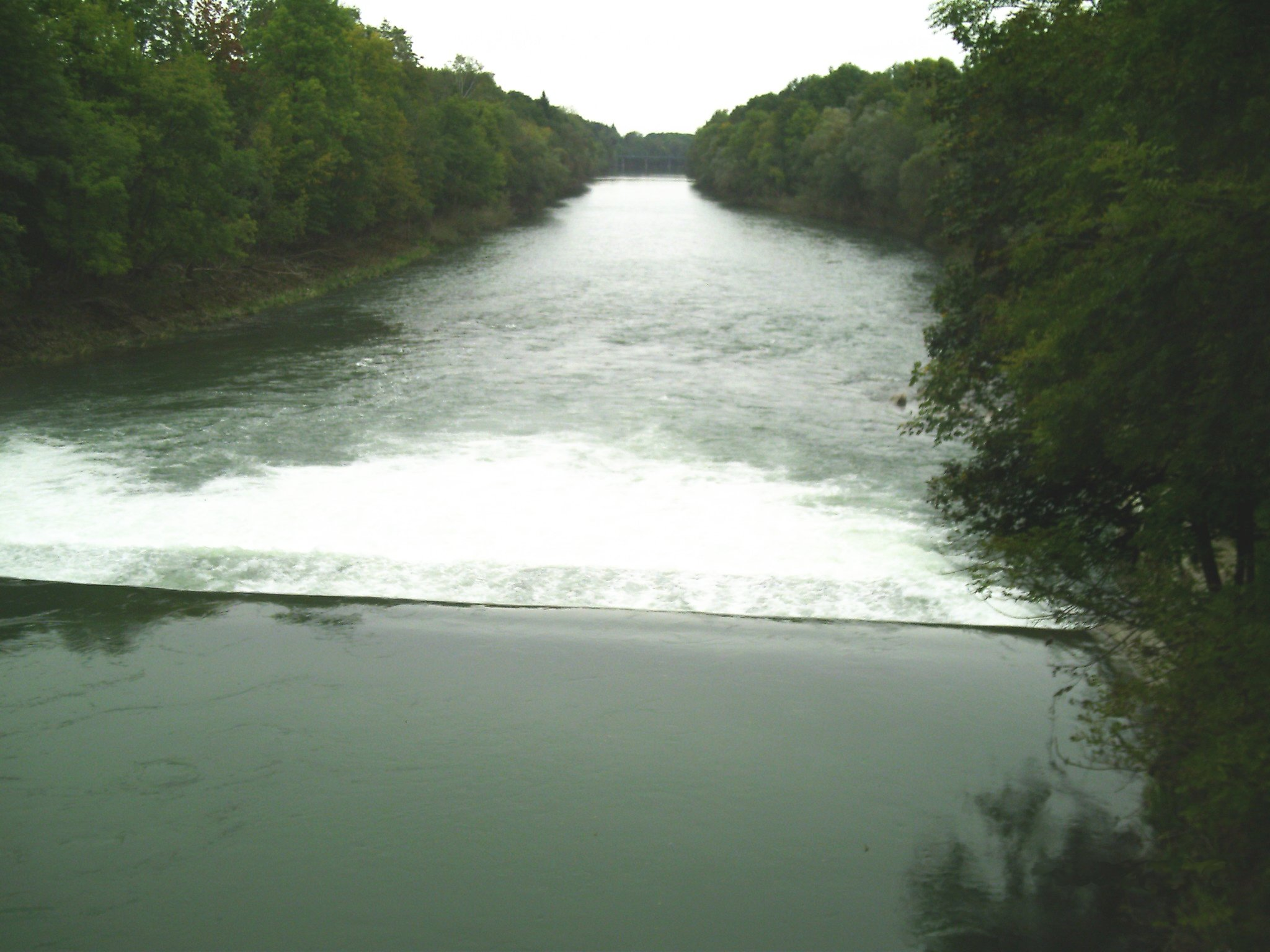
Iller la Arlach
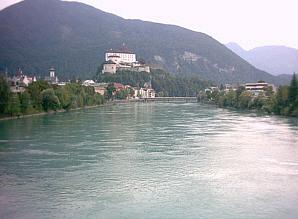
Inn la Kufstein
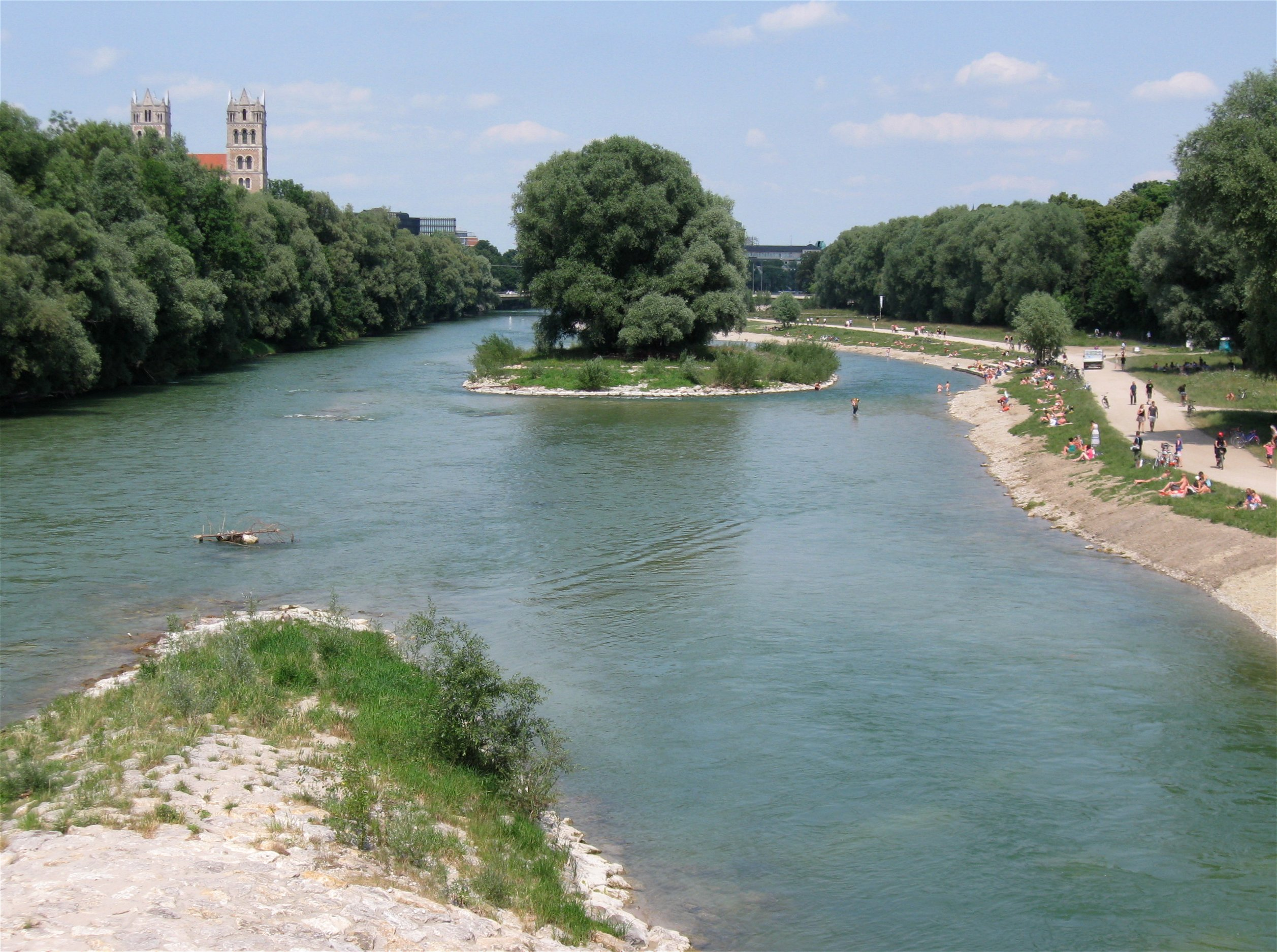
Isar în München
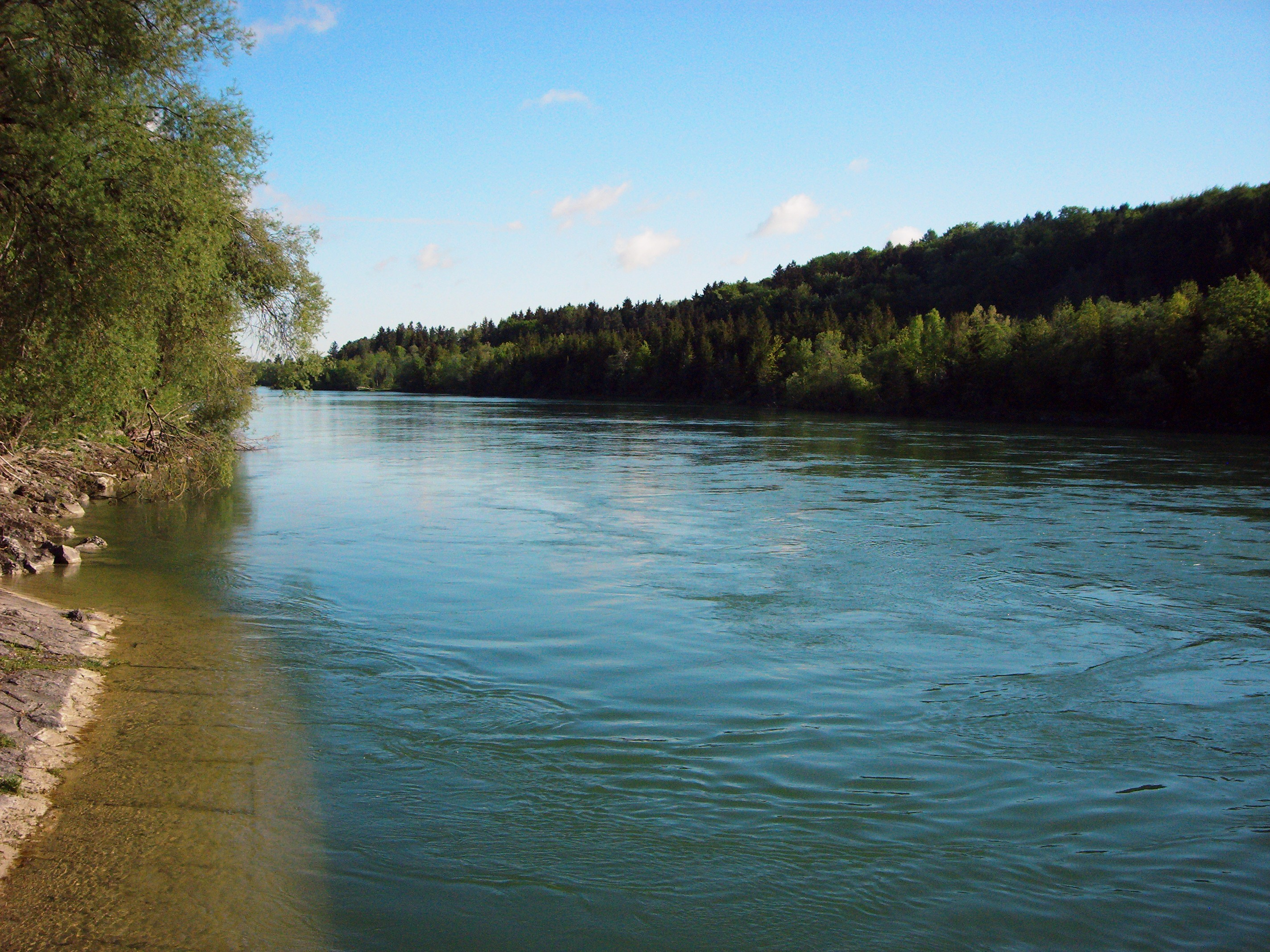
Lech în Seestall
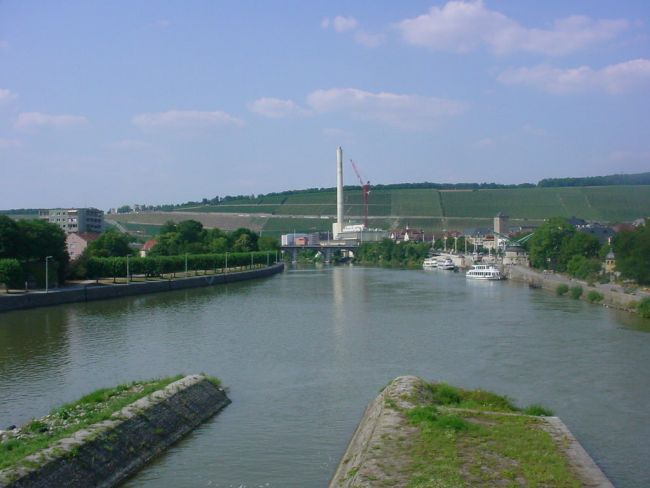
Main în Würzburg
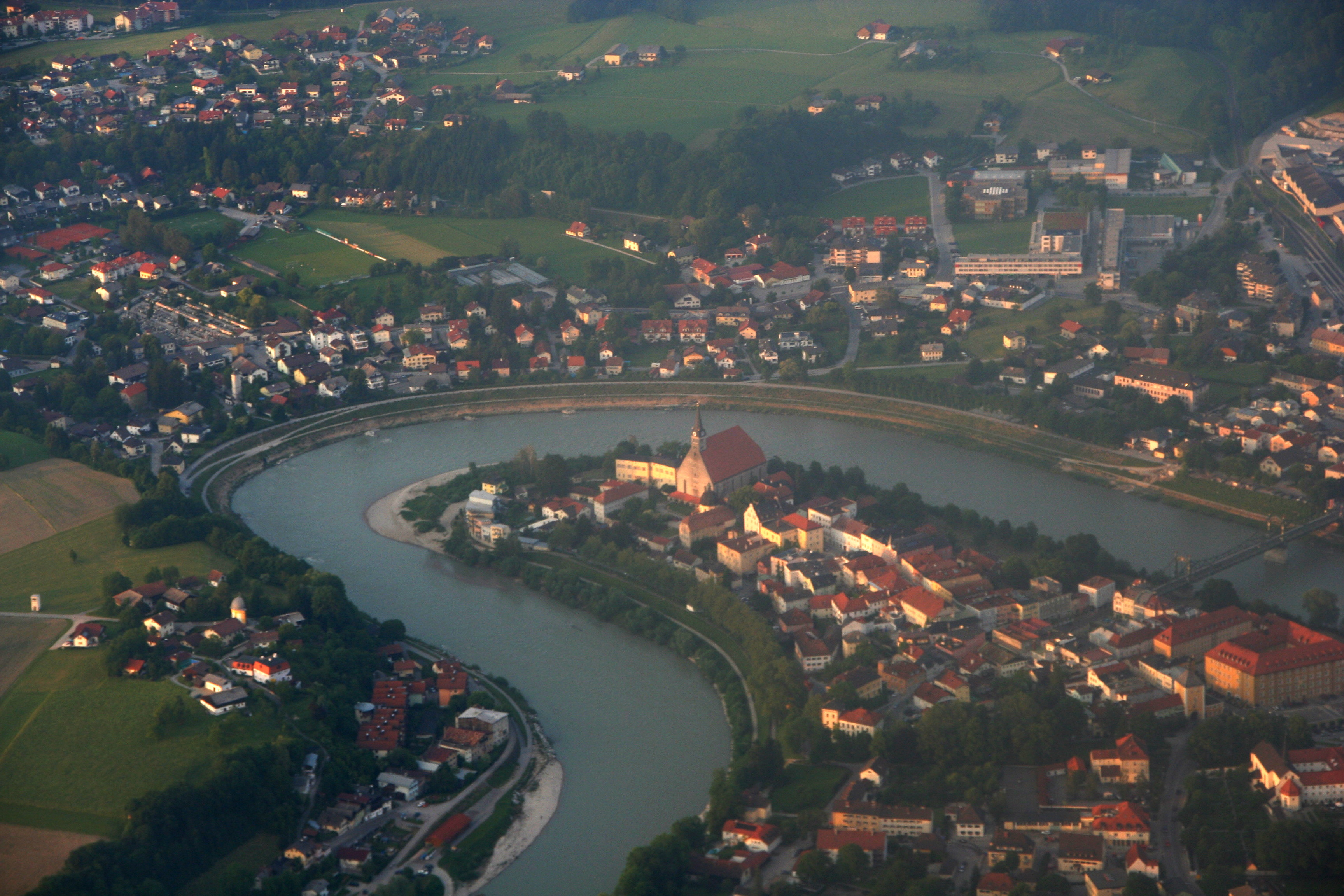
Salzach în Laufen

2. Ape stătătoare (lacuri):
| - Abtsdorfer See - Alatsee - Alpsee - Altmühlsee - Ammersee - Badersee - Bannwaldsee - Barmsee - Bibisee - Birkensee - Birkensee (Dingolfing) - Bodensee (Lacul Constanța) - Chiemsee - Dreiburgensee - Eibsee - Egglburger See - Eggstätter Seen - Eginger See - Elbsee - Ferchensee - Fichtelsee - Förchensee - Forggensee - Freibergsee - Freudensee - Frillensee - Froschgrundsee - Funtensee - Griessee (Bayern) - Großer Alpsee - Großer Arbersee - Großer Brombachsee - Grünsee (Bayrischzell) - Grünsee (Berchtesgadener Land) - Grüntensee - Hackensee - Hahnenkammsee - Happurger Stausee - Hartsee | - Hintersee - Hofstätter See - Höllensteinsee - Hopfensee - Igelsbachsee - Ilsesee - Ismaninger Speichersee - Karlsfelder See - Kirchsee - Kleiner Arbersee - Kleiner Brombachsee - Kleinhesseloher See - Kochelsee - Königssee - Korbsee - Kuhsee - Lautersee - Langbürgner See - Langwieder See - Leitgeringer See - Lödensee - Luussee - Mittersee - Niedersonthofener See - Oberpfälzer Seenland - Obersee - Obinger See - Osterseen - Pelhamer See - Perlsee - Pilsensee - Pflegersee - Rachelsee - Rannasee - Riegsee - Rießersee - Rinssee - Rottachsperre | - Rothsee - Rothsee (Zusmarshausen) - Saalachsee - Schliersee - Schloßsee - Schwaltenweiher - Schwansee - Seehamer See - Seeoner Seen - Simssee - Soiernseen - Soinsee - Spitzingsee - Staffelsee - Steinsee - Sylvensteinsee - Starnberger See - Stausee Oberilzmühle - Tachinger See - Tegernsee - Thumsee - Tinninger See - Trennfelder Klostersee - Trinkwassertalsperre Frauenau - Tüttensee - Unterschleißheimer See - Untreusee - Vilstalsee - Waginger See - Walchensee - Weißensee - Weißenstädter See - Weitsee - Weßlinger See - Windachspeicher - Wörthsee - Wörther See - Zellsee |

### Clima

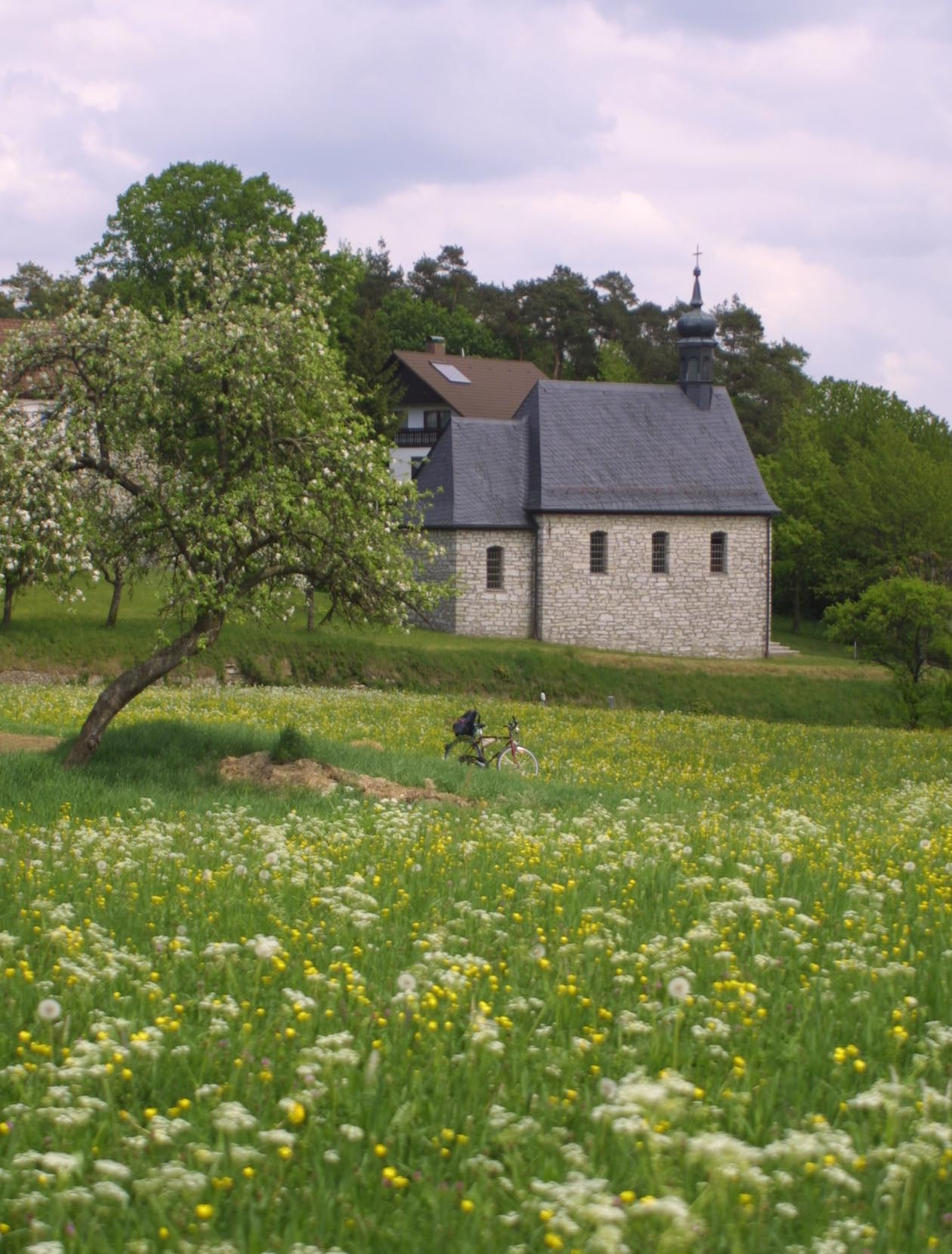
Capelă în Țara Francilor

În Bavaria este în general o climă continentală relativ echilibrată, cu ierni reci și veri călduroase. Circa 100 de zile pe an sunt temperaturi sub 0 °C. Vânturile de vest aduc precipitații în medie de 70 cm pe an, în partea de nord a Alpilor până la 180 cm pe an. Cerul senin cu soare atinge circa 1.600-1.800 ore pe an. Precipitațiile cad cu precădere în perioada mai - iunie. Temperaturile medii multianuale la München: -5 °C în ianuarie, +23 °C în iulie.

### Granițe
| landul Baden-Württemberg              | 829 km |
| landul Hessa                          | 262 km |
| landul Turingia                       | 381 km |
| landul Saxonia                        | 41 km  |
| Cehia                                 | 357 km |
| Austria (Salzburg, Tirol, Vorarlberg) | 816 km |
| lacul Constanța (Bodensee)            | 19 km  |

## Economia
Cu doar o sută de ani în urmă Bavaria mai era considerată o regiune slab dezvoltată. În prezent economia acestei "republici" se bazează nu numai pe un turism intensiv, ci și pe o industrie ultramodernă. Cel mai mare land german deține și cel mai ridicat procent de terenuri arabile (30 %), iar agricultura este o ramură esențială a economiei. Bavaria a devenit un land cu o industrie dezvoltată cu tehnologie înaintată, cu ponderea economică în regiunea München, unde se poate aminti industria constructoare de mașini cu firme de renume mondial (BMW, MAN, Knorr-Bremse), firme mari din ramura IT (Siemens, Infineon, Microsoft), posturi TV și edituri importante (Sky - fost Premiere, Kabel Deutschland, Burda Verlag), ca și industria aviatică și de armament (EADS, Krauss-Maffei).
Turismul, cu numeroase puncte de atracție: monumente istorice, muzee, grădini de vară (vezi Oktoberfest), locații pentru congrese și expoziții.
În regiunea Augsburg și Ingolstadt este triunghiul industriei chimice bavareze, pe când în Bavaria de nord se află regiunea metropolitană Nürnberg–Fürth–Erlangen, ca și regiunea Würzburg-Schweinfurt; acestea sunt regiuni cu o economie înfloritoare și un șomaj redus.
În Bavaria se află trei reactori nucleari moderni și un reactor pentru cercetări nucleare.

Bavaria, care nu a avut de luptat cu ramuri industriale învechite (așa cum s-a întâmplat cu zona bazinului râului Ruhr), a putut să se axeze de la bun început pe direcții noi de dezvoltare: de aici provine peste jumătate din producția germană a industriei aviatice și cosmice. München, Nürnberg și Augsburg sunt în prezent mari centre ale industriei electronice și de utilaje. Industria de automobile este concentrată în Ingolstadt (Audi), Dingolfing și Regensburg. Berea și brânzeturile bavareze sunt apreciate în lumea întreagă pentru calitatea lor deosebită.

## Transporturi

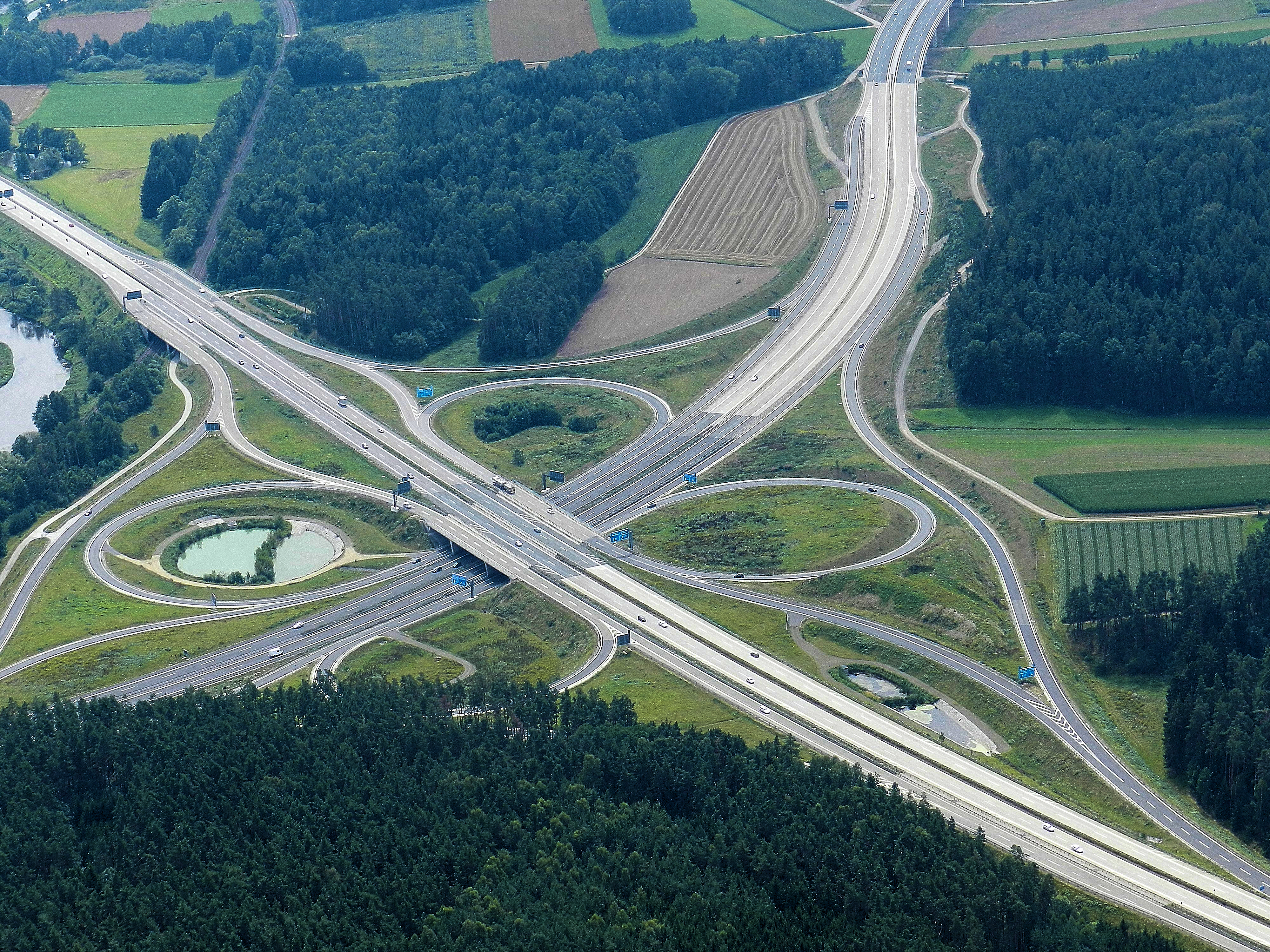
Nodul rutier Oberpfälzer Wald (2011)

Cel mai mare aeroport din Bavaria este Aeroportul München, urmat de Aeroportul Nürnberg.
Bavaria este străbătută de autostrăzile A 3, 6, 7, 8, 9, 70, 71 și 73.
Rețeaua feroviară este de asemenea bine dezvoltată. München Hauptbahnhof este un nod al magistralelor pentru Europa.
Rețeaua navală are ca principală axă Canalul Rin-Main-Dunăre.

## Puncte de atracție

### Muzee
Bavaria are o cultură de peste 1.000 de ani cu numeroase muzee ca:
- Alte Pinakothek, München
- Neue Pinakothek, München
- Pinakothek der Moderne, München
- Deutsches Museum, München
- Germanisches Nationalmuseum, Nürnberg
- Fränkisches Freilandmuseum, Bad Windsheim
- Maximilianmuseum, Augsburg
- Jüdisches Museum Franken, Fürth și Schnaittach
- Neues Museum, Nürnberg
- Museum der Phantasie, Bernried
- Museum Georg Schäfer, Schweinfurt
- Künstlerhaus Marktoberdorf, Marktoberdorf

### Grădini zoologice, parcuri
- Niederbayrischer Vogelpark Abensberg
- Zoo Augsburg
- Tierpark Röhrensee, Bayreuth
- Zoologischer Garten Hof
- Tiergehege am Baggersee, Ingolstadt
- Kleinzoo Wasserstern, Ingolstadt
- Tierpark Hellabrunn, München
- Tiergarten Nürnberg
- Wildpark Poing
- Reptilienzoo Regensburg
- Wildpark an den Eichen, Schweinfurt
- Tiergarten Straubing

### Teatre, spectacole, opere
- Bayerische Staatsoper im Nationaltheater München
- Bayerisches Staatsschauspiel im Residenztheater München
- Bayerisches Staatsballett im Nationaltheater München
- Staatstheater am Gärtnerplatz, München
- Staatstheater Nürnberg (teatrul de stat din Nürnberg)
- Stadttheater Fürth (teatru orășenesc)
- Markgrafentheater Erlangen
- Mainfranken-Theater Würzburg
- Stadttheater Augsburg
- Landestheater Coburg
- Stadttheater Regensburg
- Südostbayerisches Städtetheater (Landshut, Passau, Straubing)
- ca și numeroase Freie Bühnen, Boulevardtheater, Kabaretts und Experimentierbühnen.

### Muzică
Compozitori:
- Max Reger
- Carl Orff
- Wilfried Hiller
- Richard Strauss
- Christoph Willibald Gluck

Orchestre muzicale:
- Münchner Philharmoniker
- Symphonieorchester des Bayerischen Rundfunks
- Bamberger Symphoniker, Bayerische Staatsphilharmonie
- Bayerisches Staatsorchester am Nationaltheater
- Münchner Symphoniker
- Münchner Kammerorchester
- Nürnberger Philharmoniker am Staatstheater Nürnberg
- Nürnberger Symphoniker
- Hofer Symphoniker
- Philharmonische Orchester Bad Reichenhall
- Kammerorchester Schloss Werneck

### Universități renumite
- Universität Augsburg
- Otto-Friedrich-Universität Bamberg
- Universität Bayreuth
- Katholische Universität Eichstätt-Ingolstadt
- Universitatea Friedrich-Alexander din Erlangen-Nürnberg
- Universitatea din München
- Technische Universität München
- Academia de Arte Frumoase din München
- Ukrainische Freie Universität München
- Universität der Bundeswehr München
- Universität Passau
- Universitatea din Regensburg
- Julius-Maximilians-Universität Würzburg

## Galerie de imagini

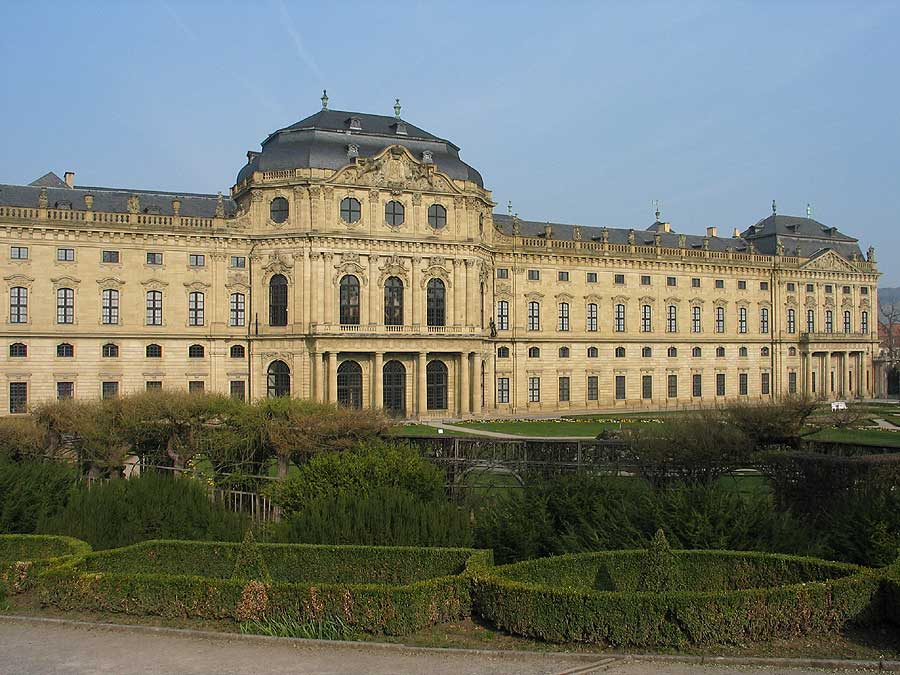
Rezidența din Würzburg
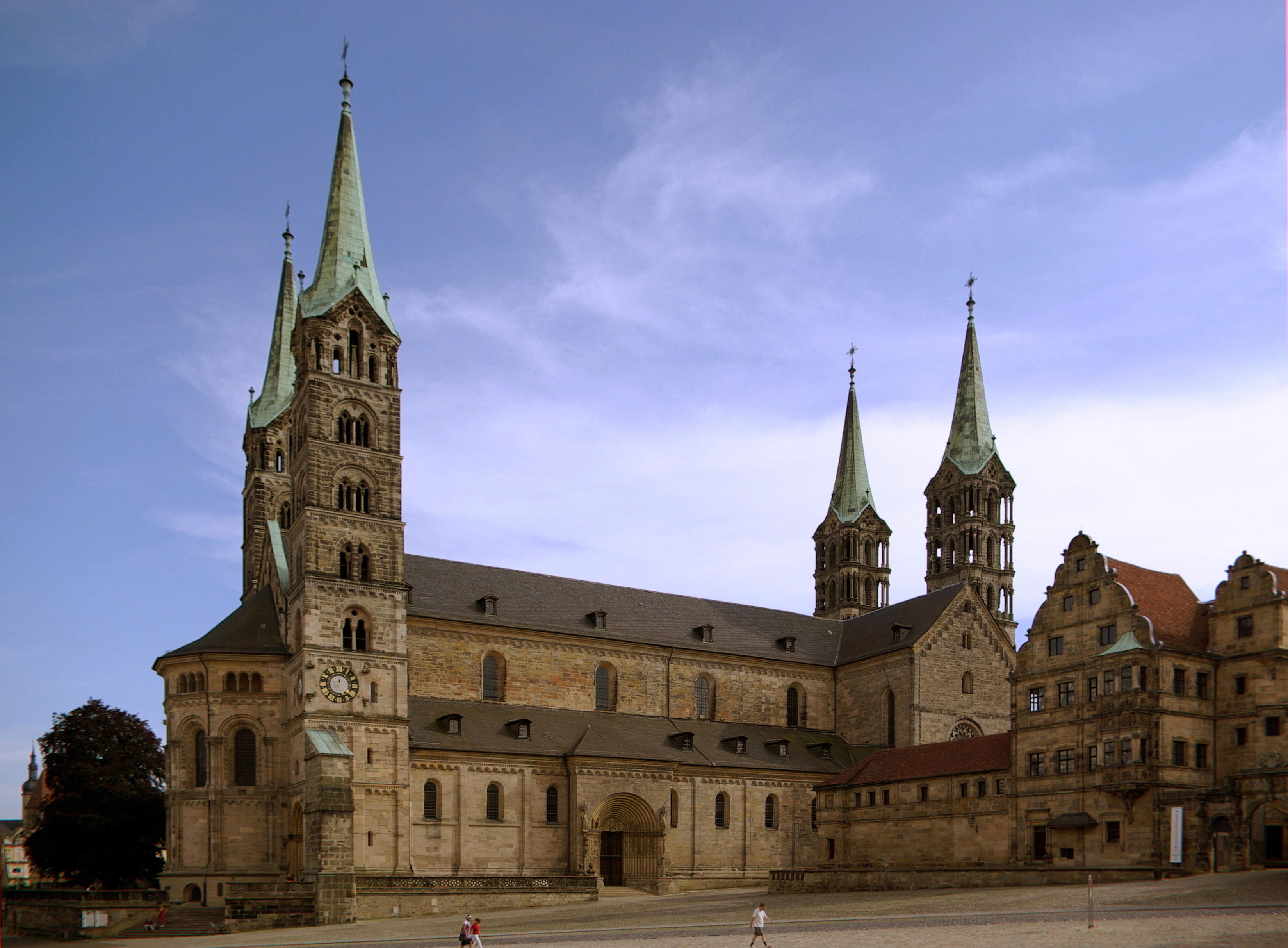
Domul din Bamberg
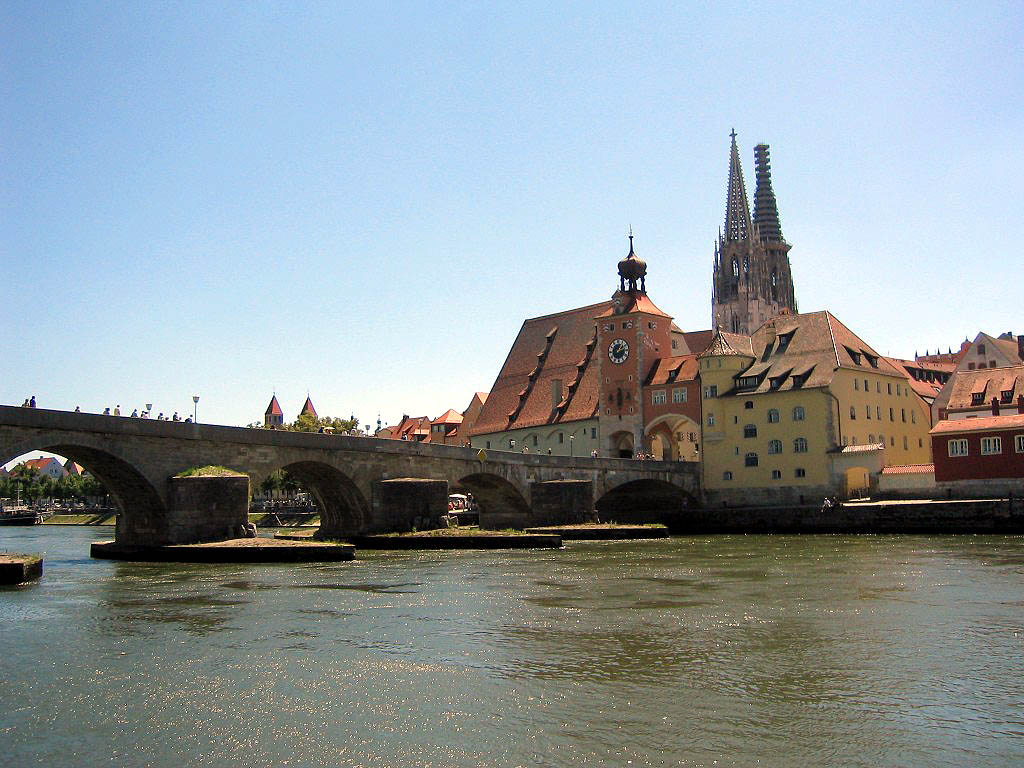
Steinerne Brücke și Domul din Regensburg
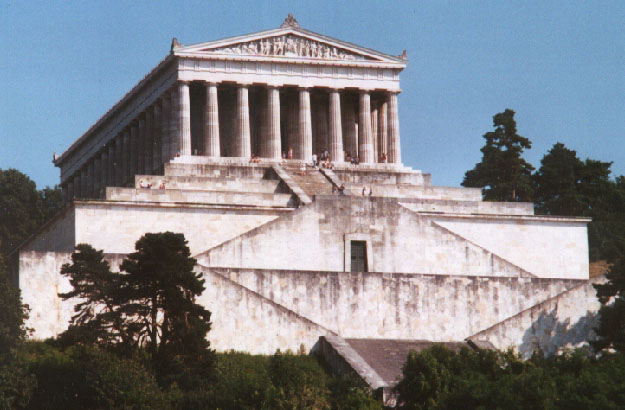
Walhalla (Donaustauf lângă Regensburg)
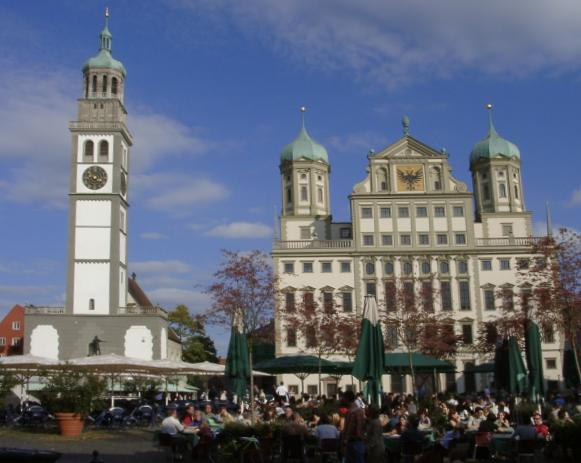
Primăria din Augsburg și Perlachturm
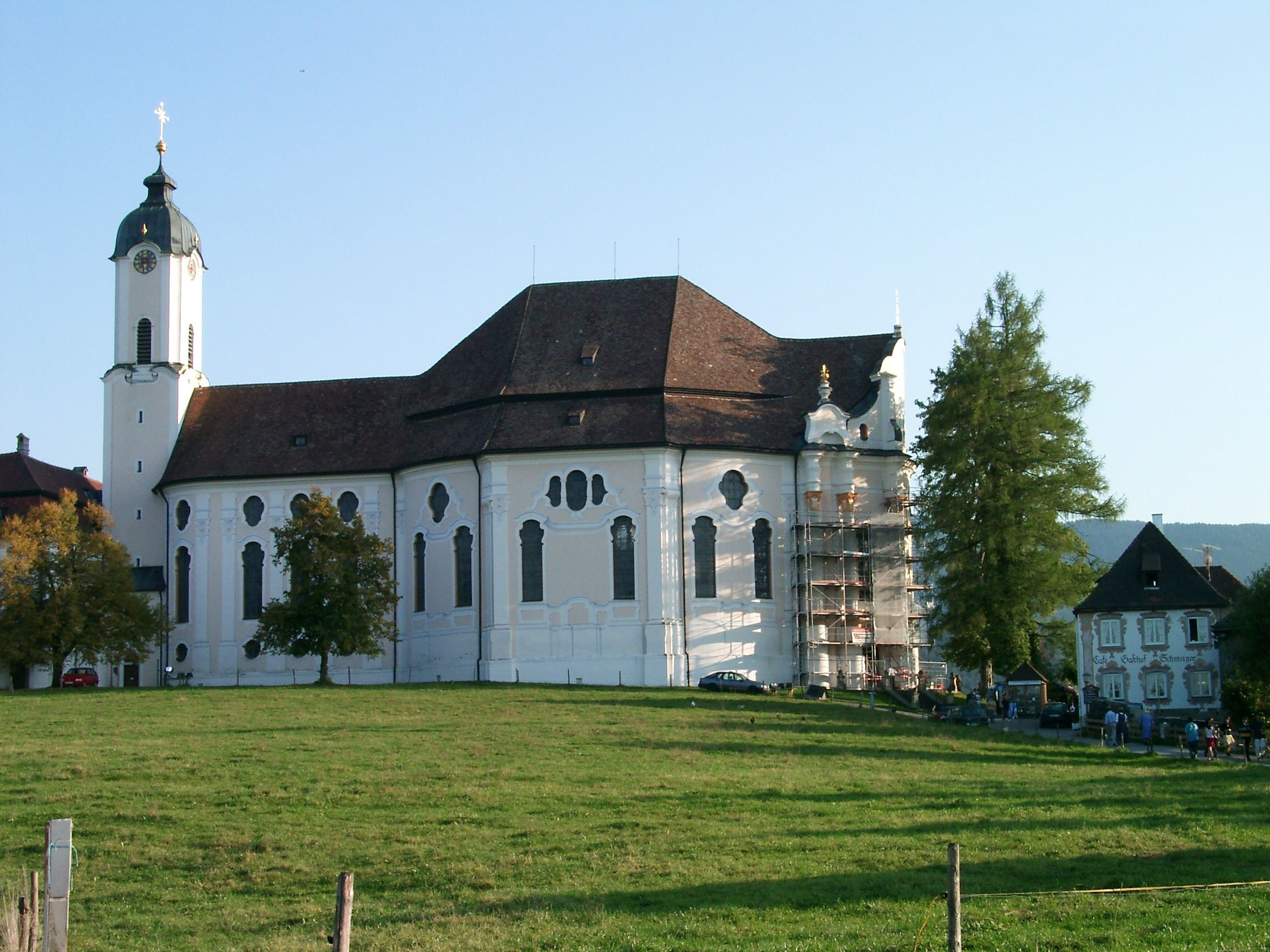
Biserica Wieskirche din Steingaden (Bavaria de sud)
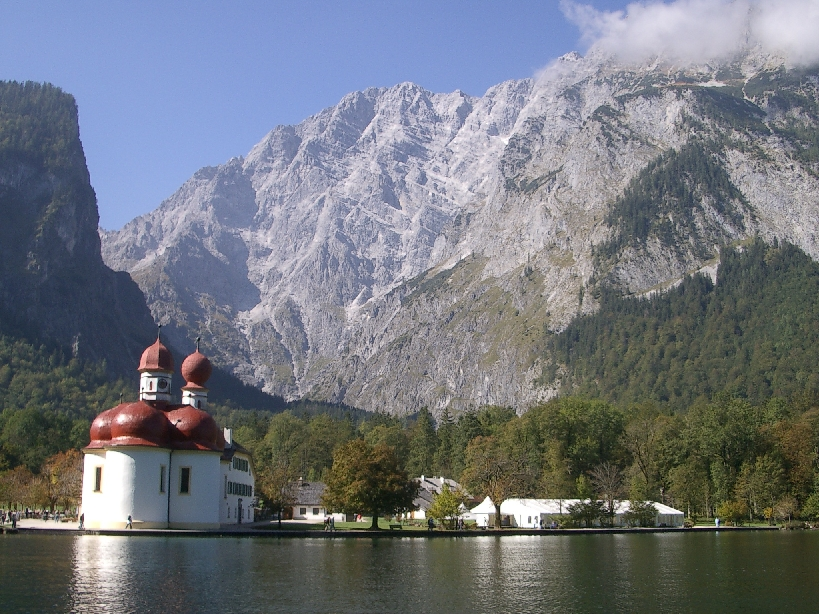
Insula St. Bartholomä de pe lacul Königssee (Bavaria de sud)
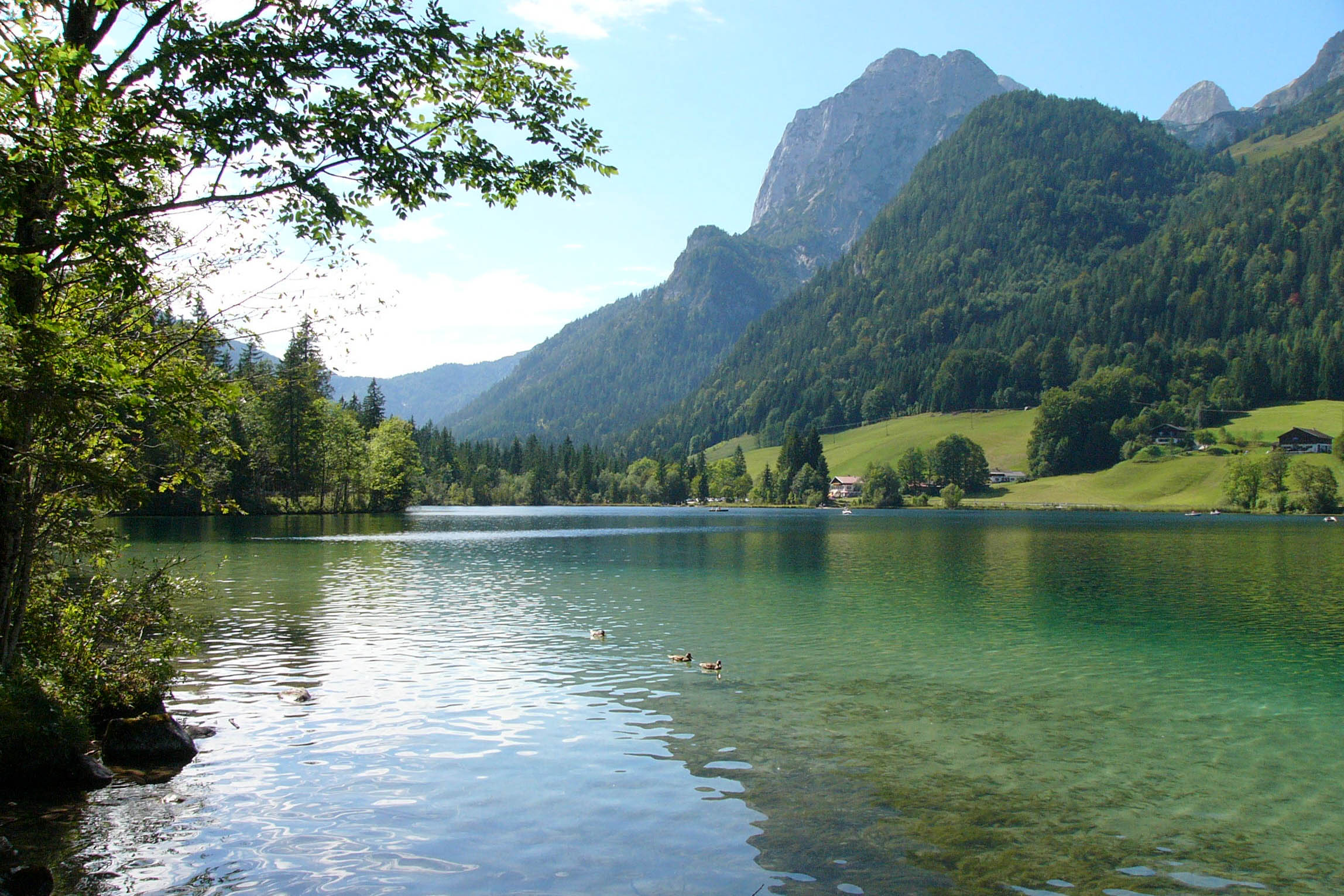
Lacul Hintersee de lângă Berchtesgaden (Bavaria de sud)

## Politică

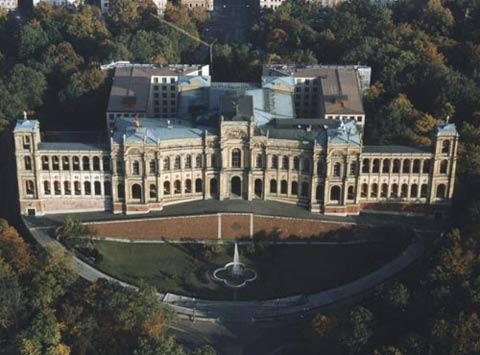
Maximilianeum, clădirea Parlamentului Bavariei din München

La alegerile de la 21 septembrie 2003 pentru Parlamentul Bavariei partidul CSU a obținut  rezultatul istoric de 60,7 %.
Din 2018 președintele Bavariei este Markus Söder (CSU). 
Partidul CSU activează numai în Bavaria, partidul corespunzător din restul Germaniei fiind Uniunea Creștin-Democrată (CDU), care nu poate fi aleasă în Bavaria. Cele două formațiuni formează în bundestag fracțiunea CDU/CSU.

## Diviziunile administrative ale Bavariei

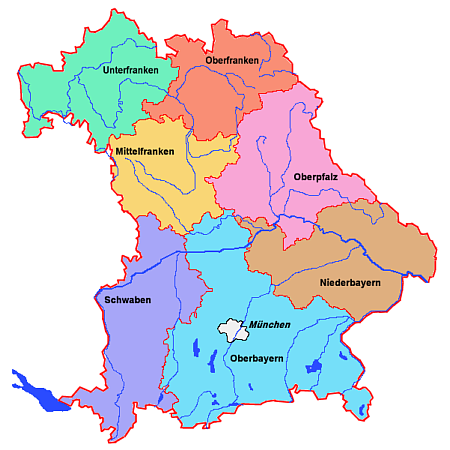
Cele 7 regiuni admininistrative din Bavaria

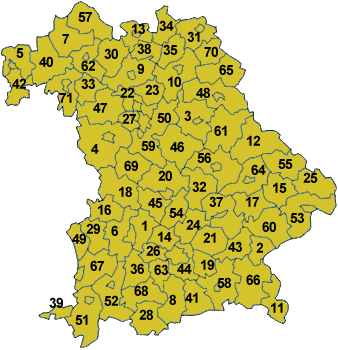
Cele 71 districte rurale din Bavaria

Districtele rurale (Landkreise) și orașele libere (kreisfreie Städte) din Bavaria

### Cele 7 regiuni administrative de tipRegierungsbezirk
- Franconia Superioară (Oberfranken) (capitala Bayreuth)
- Franconia Mijlocie (Mittelfranken) (capitala Ansbach)
- Franconia Inferioară (Unterfranken) (capitala Würzburg)
- Palatinatul Superior (Oberpfalz) (capitala Regensburg)
- Bavaria Superioară (Oberbayern) (capitala München)
- Bavaria Inferioară (Niederbayern) (capitala Landshut)
- Șvabia (Schwaben) (capitala Augsburg)

Obiceiurile și dialectele vorbite diferă substanțial de la o regiune la alta.
În plus în Bavaria există și 7 unități administrative omonime dar de tip Bezirk (în traducere liberă: circumscripție), care coincid ca întindere cu cele 7 Regierungsbezirk de mai sus dar au atribuții diferite: Bezirk Oberfranken, Bezirk Mittelfranken ș.a.m.d.
Cele 7 regiuni administrative de mai sus sunt subdivizate în districte rurale (Landkreis) și orașe cu statut de district urban (kreisfreie Stadt):

### Districtele rurale (Landkreis)
În total în Bavaria sunt 71 astfel de districte:
| 1. Aichach-Friedberg 2. Altötting 3. Amberg-Sulzbach 4. Ansbach 5. Aschaffenburg 6. Augsburg 7. Bad Kissingen 8. Bad Tölz-Wolfratshausen 9. Bamberg 10. Bayreuth 11. Berchtesgadener Land 12. Cham 13. Coburg 14. Dachau 15. Deggendorf 16. Dillingen 17. Dingolfing-Landau 18. Donau-Ries 19. Ebersberg 20. Eichstätt 21. Erding 22. Erlangen-Höchstadt 23. Forchheim 24. Freising | 1. Freyung-Grafenau 2. Fürstenfeldbruck 3. Fürth 4. Garmisch-Partenkirchen 5. Günzburg 6. Haßberge 7. Hof 8. Kelheim 9. Kitzingen 10. Kronach 11. Kulmbach 12. Landsberg 13. Landshut 14. Lichtenfels 15. Lindau 16. Main-Spessart 17. Miesbach 18. Miltenberg 19. Mühldorf 20. München 21. Neuburg-Schrobenhausen 22. Neumarkt 23. Neustadt an der Aisch-Bad Windsheim 24. Neustadt (Waldnaab) | 1. Neu-Ulm 2. Nürnberger Land 3. Oberallgäu 4. Ostallgäu 5. Passau 6. Pfaffenhofen 7. Regen 8. Regensburg 9. Rhön-Grabfeld 10. Rosenheim 11. Roth 12. Rottal-Inn 13. Schwandorf 14. Schweinfurt 15. Starnberg 16. Straubing-Bogen 17. Tirschenreuth 18. Traunstein 19. Unterallgäu 20. Weilheim-Schongau 21. Weißenburg-Gunzenhausen 22. Wunsiedel 23. Würzburg |

### Orașele district urban (kreisfreie Stadt)
În total în Bavaria sunt 25 astfel de orașe; ele nu țin de vreun district rural:
| 1. Amberg 2. Ansbach 3. Aschaffenburg 4. Augsburg 5. Bamberg 6. Bayreuth 7. Coburg 8. Erlangen 9. Fürth | 1. Hof 2. Ingolstadt 3. Kaufbeuren 4. Kempten 5. Landshut 6. Memmingen 7. München 8. Nürnberg 9. Passau | 1. Regensburg 2. Rosenheim 3. Schwabach 4. Schweinfurt 5. Straubing 6. Weiden in der Oberpfalz 7. Würzburg |

## Populație
La recensământul populației din 30 septembrie 2007, Bavaria avea 12.515.731 locuitori, din care 6.134.059 bărbați și 6.381.672 femei.